# The Spirit of the Hawk
A The Spirit of the Hawk című dal a svéd Rednex zenekar 2. kimásolt kislemeze a Farm Out című albumról. A dal az osztrák és német kislemezlistán az 1. helyezést érte el. A dalban elhangzott szöveg Chief Joseph híres beszédéből való, mely így hangzik:
My people, some of them, have run away to the hills, and have no shelter, no food. No one knows where they are. Hear me, my chiefs! I am tired; my heart is sick and sad. I will fight no more.
(Az én népem közül néhányan elmennek a hegyekbe, ahol nincs menedék, és táplálék. Senki sem tudja, hol vannak. Hallhass meg vezér! Fáradt vagyok, és a szívem beteg, szomorú, nem fogok többé harcolni.)

## Megjelenések
12"  Olaszország Do It Yourself Entertainment – DO IT 31-00
- A1	The Spirit Of The Hawk (F.A.F. Radio Mix) 4:03 Remix – F.A.F.
- A2	The Spirit Of The Hawk (Instrumental) 4:03
- B1	The Spirit Of The Hawk (F.A.F.'s "Heap Bigg" Remix) 5:57 Remix – F.A.F.
- B2	Ranger Jack 4:17 Lyrics By – Gert Landewall, Göran Larsson, Öban Öberg, Mandolin – Tomas Hegert, Music By – Öban Öberg, Piano – Unknown Artist, Producer, Mixed By – Ranis, Öban

## Slágerlista

### Heti összesítések
| Slágerlista (2000)                  | Legjobb helyezés |
| ----------------------------------- | ---------------- |
| Ausztria Austrian Singles Chart     | 1                |
| Németország German Singles Chart    | 1                |
| Hollandia Dutch Singles Chart       | 2                |
| Svédország Swedish Singles Chart    | 2                |
| Svájc Swiss Singles Chart           | 3                |
| Ausztrália Australia Singles Chart  | 2                |
| Finnország Finland Singles Chart    | 2                |
| Belgium Belgium Singles Chart       | 2                |
| Norvégia Norway Singles Chart       | 2                |
| U.S. United States Singles Chart    | 2                |
| Japán Japan Singles Chart           | 2                |
| Spanyolország Spain Singles Chart   | 2                |
| Kanada Canada Singles Chart         | 2                |
| Dánia Denmark Singles Chart         | 2                |
| Franciaország France Singles Chart  | 3                |
| Írország Ireland Singles Chart      | 2                |
| Új-Zéland New Zealand Singles Chart | 2                |

### Év végi összesítés
| Slágerlista (2000)          | Helyezés |
| --------------------------- | -------- |
| Svájc (Schweizer Hitparade) | 18       |

### Összesítés
| (2000–2009)                      | Helyezés |
| -------------------------------- | -------- |
| Németország German Singles Chart | 9        |